# Урбанув
Урбанув (пол. Urbanów) — село в Польщі, у гміні Єдлінськ Радомського повіту Мазовецького воєводства.
Населення — 62 особи (2011).

## Демографія
Демографічна структура станом на 31 березня 2011 року:
|          | Загалом | Допрацездатний вік | Працездатний вік | Постпрацездатний вік |
| -------- | ------- | ------------------ | ---------------- | -------------------- |
| Чоловіки | 32      | 10                 | 22               | 0                    |
| Жінки    | 30      | 11                 | 12               | 7                    |
| Разом    | 62      | 21                 | 34               | 7                    |